# Плот Медузы (фильм)
Плот Медузы (фр. Le Radeau de la Méduse) — французский художественный фильм Ираджа Азими, рассказывающий историю одноименной картины французского художника Теодора Жерико. Главные роли исполняют Жан Янн, Даниэль Месгиш, Клод Жад, Филипп Лоденбак,Рюфюс и Лоран Терзиефф.
Фильм снимался в период с 1987 по 1991 год, но из-за различных инцидентов его показали только в арт-хаусном кинотеатре в 1994 году и только во французских кинотеатрах в 1998 году, после того как France 2 уже транслировала по телевидению трехсерийную версию по 90 минут каждая в 1995 году.

## Сюжет
В фильме рассказывается о кораблекрушении фрегата Méduse в 1816 году. Назначенный губернатор Сенегала Жюльен Шмальц едет на свою новую территорию в Сен-Луи с флагманом из Рошфора. Его сопровождают жена Рейне и дочь Элиза. Упрямый капитан Шомарейс, роялист, который не плавал в море 25 лет и был капитаном транспортного корабля во время своего последнего назначения перед Французской революцией, самодовольно игнорирует все предупреждения о работе корабля. Чомарей получил этот пост после того, как Бурбоны восстановили контроль над страной из благодарности за его лояльность короне. Даже жена губернатора Рейне Шмальц, не знающая судоходства, сомневается в его стратегии и понимает, что его единственная забота — сохранить лицо и быть правым. Чаумарис развеивает опасения мадам Шмальц, указывая на то, что островов на карте вообще не существует.
Капитан Чомарейс, который доверяет советам высокомерного попутчика Антуана Ришфора больше, чем его обученные офицеры, в конечном итоге вместе с Ришефором несет ответственность за кораблекрушение на песчаной отмели недалеко от Банк д'Арген  у побережья Мавритании, где курсирует корабль. на мели. Опасения некоторых офицеров, неоднократно громко озвучиваемые и для которых Чаумарей просто смешон, не могут изменить этого.
Привилегированные пассажиры, в том числе губернатор Жюльен Шмальц и его семья, спасаются на шлюпах, 147 человек погружаются на плот, который отбуксируют спасательные шлюпки. Когда Чаумарис попросил через короткое время перерезать веревки, и Ришефор выполнил эту просьбу с топором, плот с людьми на нем ушел в море.
Следуют голод и жажда. Мужчины сначала убивают одну из женщин на борту и утверждают, что женщина на борту приносит несчастье. Другая слепая женщина падает в воду и тонет. Далее следует каннибализм. Мастер команды Корреар также дает врачу Савиньи, более позднему летописцу этих событий, человеческую плоть. Он принимает это, хотя и нерешительно.
Только через двенадцать дней выжившие обнаружены кораблем «Парнаджон» и спасены. Из 15 спасенных только пять человек пережили это испытание, в том числе офицер Куден, руководитель команды Корреар и доктор Савиньи.
Художник Теодор Жерико был глубоко впечатлен сообщениями о потерпевших кораблекрушение и вступил в контакт с оставшимися в живых. Вдохновленный их рассказами, впоследствии он создал свою знаменитую картину «Плот Медузы».

## В ролях
- Жан Янн: командир Юго Дюруа де Шомаре
- Даниэль Месгиш: лейтенант Жан-Даниэль Куден
- Ален Масе: Анри Савиньи
- Клод Жад: Рейн Шмальц
- Филипп Лоденбак: Жюльен Шмальц
- Рюфюс: «Гармоника», музыкант-солдат
- Мишель Бауман: Александр Корреар, боцман
- Виктор Гарривье: Антуан Ришфор
- Лоран Терзиефф: Теодор Жерико
- Жан Десайи: Ла Тулле
- Мари Матерон: слепая женщина
- Стефани Лану: Элиза Шмальц
- Жан Ле Муэль: лейтенант Роже Рейно
- Жером Ангер: Добиньи, журналист

## Съёмочная группа
- Режиссер: Ирадж Азими
- Сценарист: Ирадж Азими
- Наборы: Жак Дуи
- Костюмы: Эдит Весперини, Доминик Луи
- Фотография: Рикардо Аронович, Пьер Дюпуэ (оператор)
- Звук: Тьерри Лебон, Жак Тома-Жерар
- Музыка: Карл Дэвис

## Вокруг фильма
- Фильм снимался в Гваделупе между 1987 и 1991 годами. Задержки, связанные с настройками съемок, множественными плохими погодными условиями (включая Циклон Хьюго), вынудившие перестраивать декорации, проблемы с финансированием и распространением. задержит выпуск, который состоится только в 1998 году. Планировалась бы длинная версия для телевидения (3 × 90 мин), но она до сих пор не опубликована.
- В фильме есть историческая ошибка: флаг, развевающийся над «Ла Медюз», должен быть полностью белым (Французский флаг), а не белым с золотыми лилиями (как видно в фильме), который поднимается, когда на борту находится принц королевской семьи, чего не было.
- В 63 года Лоран Терзиефф более чем вдвое превышает возраст персонажа Теодора Жерико, которого он играет: ему было 27 лет, когда он написал эту картину.